# Mamadou Touré Behan
Pour les articles homonymes, voir Mamadou Touré (homonymie), Touré et Behan.
Mamadou Touré dit Behan, né en 1961 à Dakar, est un artiste photographe sénégalais, lauréat du "Prix Afriques en Créations" en 1997 à Antananarivo (Madagascar). Il est l'auteur de beaucoup d'expositions internationales ; il a participé à de nombreuses publications comme celles de la Revue Noire, les éditions de Prins Claus, le catalogue Sénégal contemporain du Musée Dapper.
Entre résidences d'artistes et interventions pédagogiques, l'une de ses préoccupations majeures est de mettre l'Art au service du social : "Visions d'une Cohabitation", un plaidoyer pour les personnes handicapées.
Il est également un membre fondateur du "Mois de la photo de Dakar"  et photojournaliste pour l'agence Sipa Press à Paris.